# Кхомас
Кхомас (англ. Khomas Region, готтентотська. — Горбиста країна) — одна з 14 адміністративних областей Намібії. Розташована в самому центрі країни, включає в себе столицю Намібії Віндгук. Площа області Кхомас становить 37 007 км². Чисельність населення 342 141 осіб (на 2011), що становить приблизно 15 % від населення всієї країни. Адміністративний центр — місто Віндгук.
Регіон Кхомас зі столицею Віндгук — політичний, економічний, освітній і транспортний центр країни.

## Географія
У географічному відношенні значну частину області Кхомас являє собою плато Кхомас, до якого прилягають гірські хребти Ауа і Ерос, на схід і на південний схід від Віндгука. На північний захід від столиці лежить заповідник Даан-Вілджун, часто відвідуваний жителями Віндгука і туристами.

## Населення
Кхомас є найщільніше заселеною областю Намібії.

## Адміністративний поділ
В адміністративному відношенні Кхомас розділена на 10 виборчих районів:
- John Pandeni
- Katutura Central
- Katutura East
- Khomasdal
- Moses ǁGaroeb
- Samora Machel
- Tobias Hainyeko
- Windhoek East
- Windhoek Rural
- Windhoek West